# Amiral Duperré (cuirassé)
Pour les autres navires du même nom, voir Duperré (navire).
Pour les articles homonymes, voir Duperré.
L’Amiral Duperré était le premier cuirassé à barbettes de la Marine nationale française. Il fut construit à La Seyne-sur-Mer aux Forges et Chantiers de la Méditerranée.
Il fut baptisé du nom de l’amiral français Guy-Victor Duperré (1775-1846), pair de France et ministre de la Marine et des Colonies.

## Histoire
Mis sur cale en 1876 Forges et Chantiers de la Méditerranée de La Seyne-sur-Mer il a été lancé le 12 septembre 1879. Il fut affecté à l'escadre de la Méditerranée. Le 13 décembre 1888, lors d'un exercice, un de ses canons a explosé, tuant 6 marins. En 1898, il a été transféré à la Flotte du Nord.
Désarmé le 13 août 1906, il a d'abord été utilisé comme cible de tir avant d'être démantelé en 1909.

## Galerie

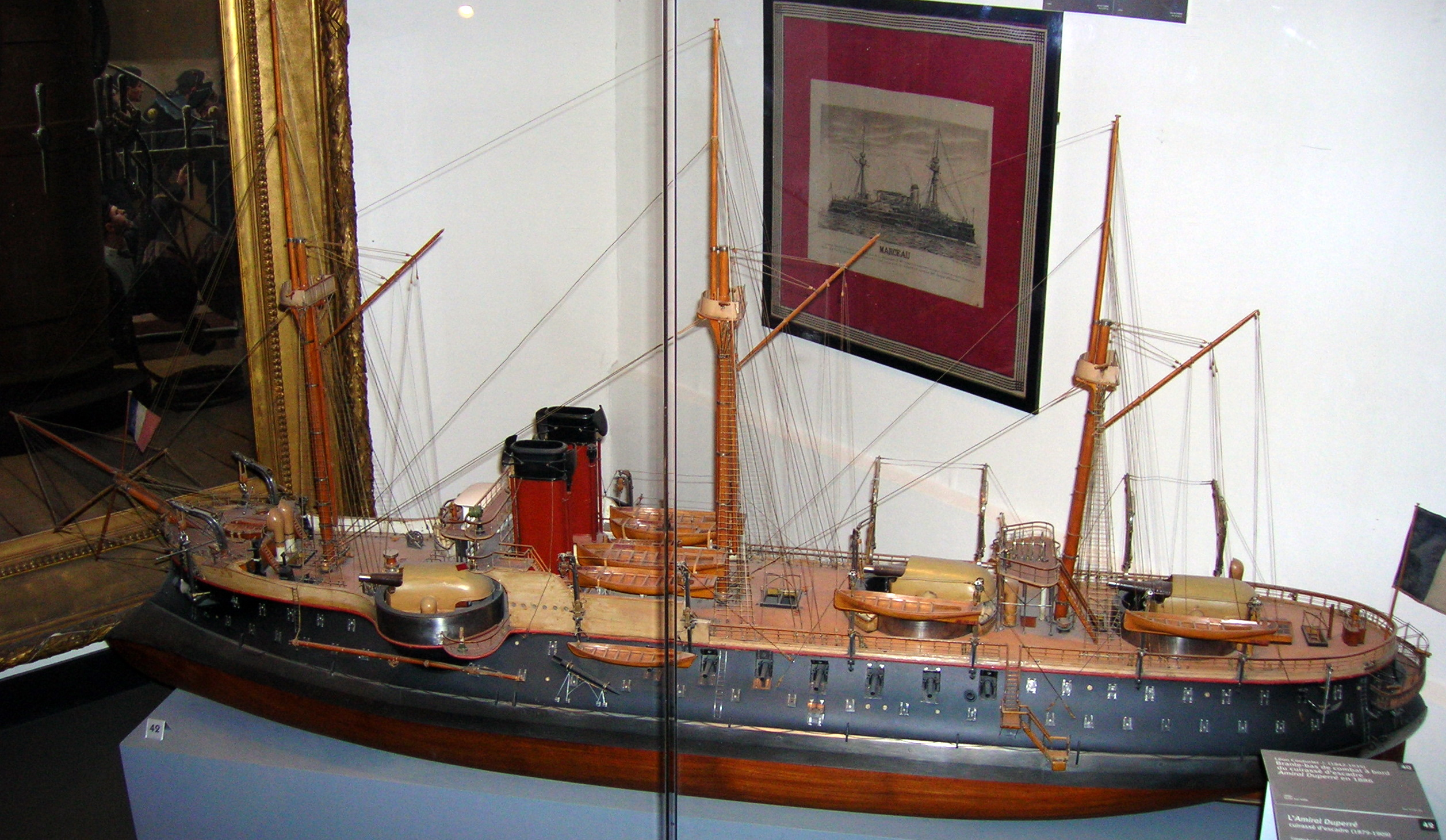
L’Amiral-Duperré Maquette du Musée de la marine
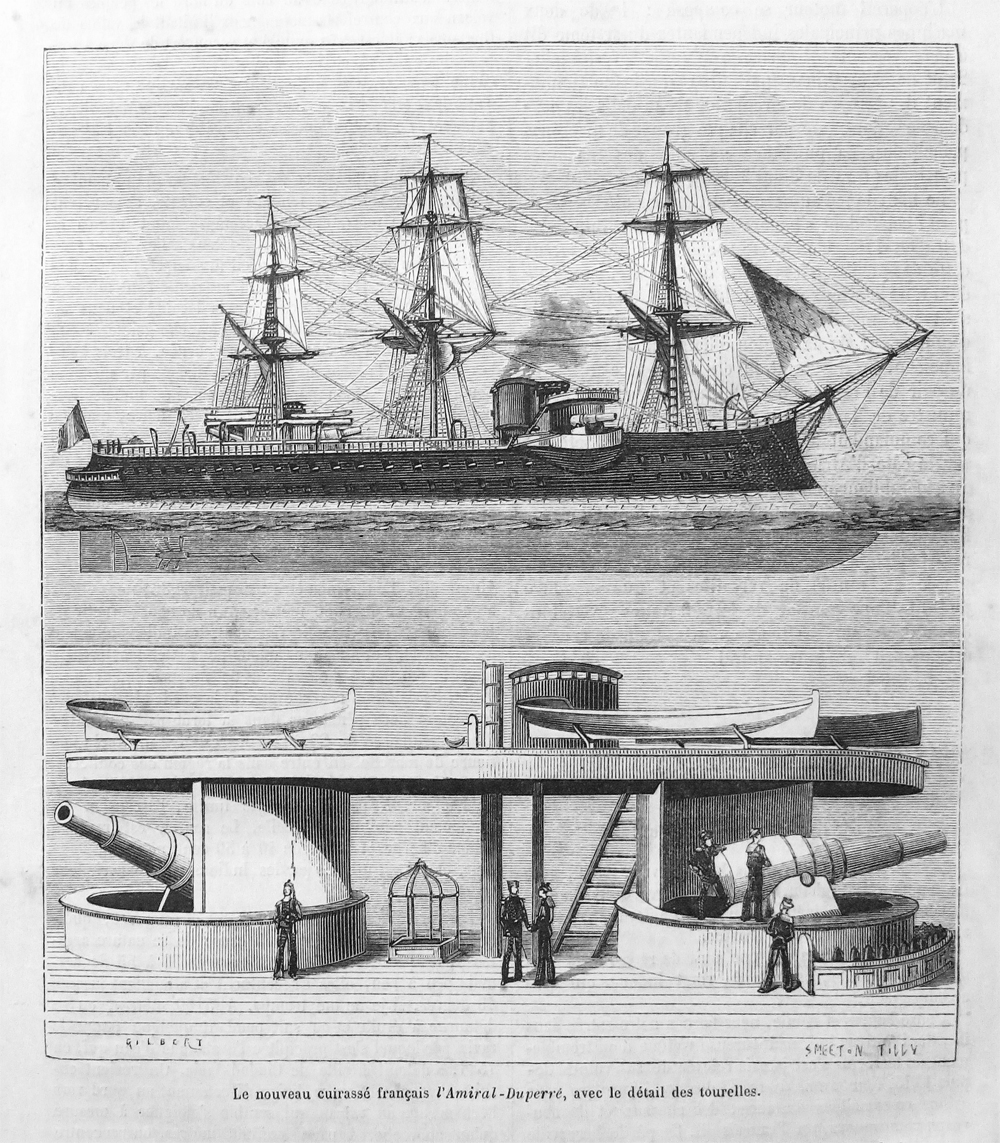
L'Amiral-Duperré
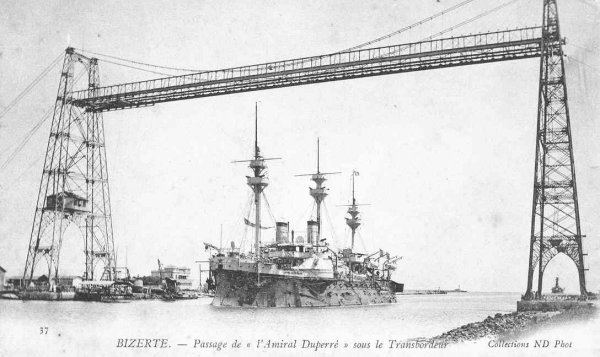
L'Amiral-Duperré à Bizerte 1905
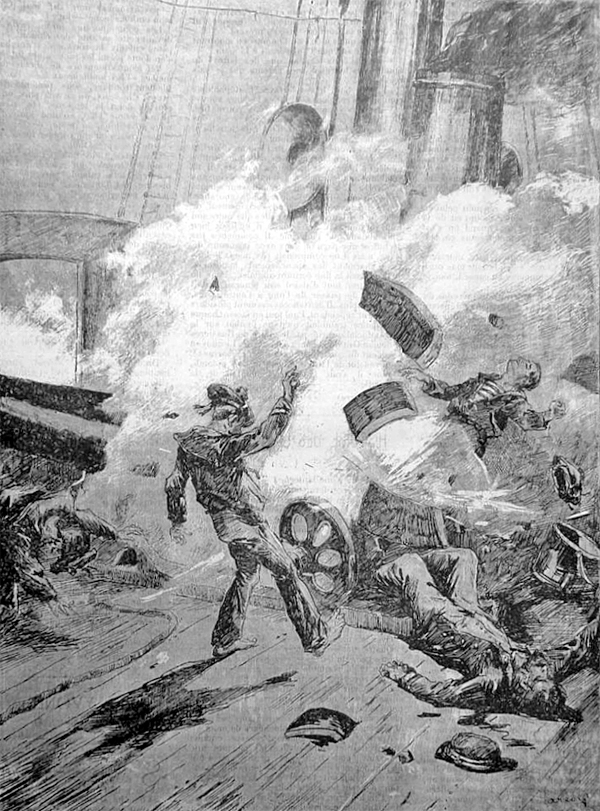
Explosion d'un canon le 13 décembre 1888